# 2028 en astronautique
Chronologie de l'astronautique
- 2024
- 2025
- 2026
- 2027
- 2028
- 2029
- 2030
- 2031
- 2032

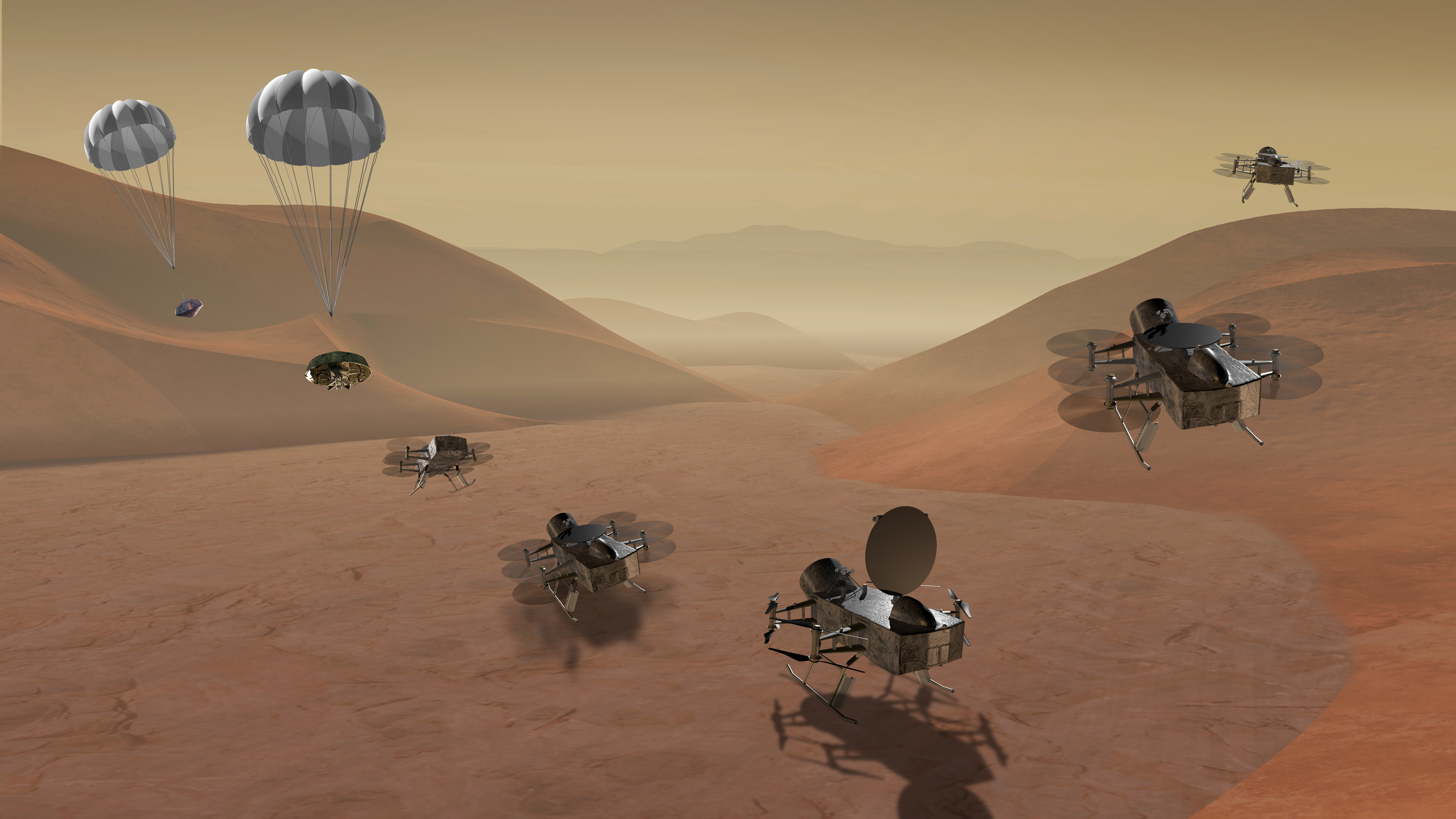
Graphique de la NASA montrant la mission Dragonfly arrivant sur Titan, la lune de Saturne, et volant dans son atmosphère.

Cette page présente la chronologie des événements qui se sont produits ou sont prévus durant l'année 2028 dans le domaine de l'astronautique.

## L'agenda 2028 (prévisions)

### Sondes interplanétaires
- Lancement de la sonde spatiale Dragonfly de la NASA  dont l'objectif est d'étudier Titan, le plus gros satellite naturel de Saturne. Elle met en œuvre un aérobot de type aérogyre d'une masse de 450 kg, qui effectuera de multiples vols de courte durée pour étudier la basse atmosphère et la surface de Titan. Pour disposer de suffisamment d'énergie pour fonctionner et survivre à une température moyenne de -180°C, l'énergie sera fournie par un générateur thermoélectrique à radioisotope.
- Lancement de l'orbiteur lunaire russe Luna 27.
- Lancement de la mission européenne Mars Return Orbiter, composant européen de la mission Mars Sample Return qui doit ramener des échantillons du sol de Mars sur Terre.
- La sonde spatiale lunaire russe Luna 27 est un atterrisseur qui doit se poser dans le bassin Pôle Sud-Aitken, une région inexplorée de la Lune, et d'étudier sur place la composition de la surface et de carottes du terrain prélevées à l'aide d'une foreuse.

### Satellites scientifiques
- la petite sonde spatiale japonaise DESTINY+ doit survoler l'astéroïde aréocroiseur Phaéton et étudier les caractéristiques des poussières cosmiques (interplanétaires, cométaires ou interstellaires) et les processus d'éjection de celles-ci par les astéroïdes.

### Satellites d'observation de la Terre
Plusieurs satellites d'observation de la Terre scientifiques doivent être placés en orbite en 2028 :
- Le satellite franco-allemand MERLIN doit mesurer avec une précision inégalée la distribution spatiale et temporelle des émissions de méthane pour l'ensemble de la planète[1].

## Chronologie

### Janvier
| Date | Lanceur | Base de lancement | Orbite | Charge utile | Notes |
|      |         |                   |        |              |       |

### Février
| Date | Lanceur | Base de lancement | Orbite | Charge utile | Notes |
|      |         |                   |        |              |       |

### Mars
| Date | Lanceur | Base de lancement | Orbite | Charge utile | Notes |
|      |         |                   |        |              |       |

### Avril
| Date | Lanceur | Base de lancement | Orbite | Charge utile | Notes |
|      |         |                   |        |              |       |

### Mai
| Date | Lanceur | Base de lancement | Orbite | Charge utile | Notes |
|      |         |                   |        |              |       |

### Juin
| Date | Lanceur | Base de lancement | Orbite | Charge utile | Notes |
|      |         |                   |        |              |       |

### Juillet
| Date | Lanceur | Base de lancement | Orbite | Charge utile | Notes |
|      |         |                   |        |              |       |

### Août
| Date | Lanceur | Base de lancement | Orbite | Charge utile | Notes |
|      |         |                   |        |              |       |

### Septembre
| Date | Lanceur | Base de lancement | Orbite | Charge utile | Notes |
|      |         |                   |        |              |       |

### Octobre
| Date | Lanceur | Base de lancement | Orbite | Charge utile | Notes |
|      |         |                   |        |              |       |

### Novembre
| Date | Lanceur | Base de lancement | Orbite | Charge utile | Notes |
|      |         |                   |        |              |       |

### Décembre
| Date | Lanceur | Base de lancement | Orbite | Charge utile | Notes |
|      |         |                   |        |              |       |

### À définir
| Date | Lanceur | Base de lancement | Orbite | Charge utile | Notes |
|      |         |                   |        |              |       |

## Synthèse des vols orbitaux

### Par pays
Nombre de lancements par pays ayant construit le lanceur. Le pays retenu n'est pas celui qui gère la base de lancement (Kourou pour certains Soyouz, Baïkonour pour Zenit), ni le pays de la société de commercialisation (Allemagne pour Rokot, ESA pour certains Soyouz) ni le pays dans lequel est implanté la base de lancement (Kazakhstan pour Baïkonour). Chaque lancement est compté une seule fois quel que soit le nombre de charges utiles emportées. 
Ce tableau ne sera mis à jour qu'une fois l'année en cours terminée.
| Pays          | Lancements | Succès | Échecs | Échecs partiels | Remarques |
| ------------- | ---------- | ------ | ------ | --------------- | --------- |
| Chine         | 0          | 0      | 0      | 0               |           |
| Corée du Nord | 0          | 0      | 0      | 0               |           |
| Corée du Sud  | 0          | 0      | 0      | 0               |           |
| États-Unis    | 0          | 0      | 0      | 0               |           |
| Europe        | 0          | 0      | 0      | 0               |           |
| Inde          | 0          | 0      | 0      | 0               |           |
| International | 0          | 0      | 0      | 0               |           |
| Iran          | 0          | 0      | 0      | 0               |           |
| Japon         | 0          | 0      | 0      | 0               |           |
| Russie/CEI    | 0          | 0      | 0      | 0               |           |

### Par lanceur
Ce tableau ne sera mis à jour qu'une fois l'année en cours terminée.
Nombre de lancements par famille de lanceur. Chaque lancement est compté une seule fois quel que soit le nombre de charges utiles emportées. 
| Lanceur                   | Pays             | Lancements | Succès | Échecs | Échecs partiels | Remarques |
| ------------------------- | ---------------- | ---------- | ------ | ------ | --------------- | --------- |
| Angara                    | Russie           | 1          | 0      | 0      | 1               |           |
| Antares                   | États-Unis       | 2          | 2      | 0      | 0               |           |
| Ariane 5ECA               | Europe           | 3          | 3      | 0      | 0               |           |
| Atlas V                   | États-Unis       | 0          | 0      | 0      | 0               |           |
| Ceres-1                   | Chine            | 0          | 0      | 0      | 0               |           |
| Delta II                  | États-Unis       | 0          | 0      | 0      | 0               |           |
| Delta IV                  | États-Unis       | 0          | 0      | 0      | 0               |           |
| Dnepr-1                   | Ukraine          | 0          | 0      | 0      | 0               |           |
| Epsilon                   | Nouvelle-Zélande | 0          | 0      | 0      | 0               |           |
| Falcon 9                  | États-Unis       | 0          | 0      | 0      | 0               |           |
| Falcon Heavy              | États-Unis       | 0          | 0      | 0      | 0               |           |
| Firefly Alpha             | États-Unis       | 0          | 0      | 0      | 0               |           |
| GSLV                      | Inde             | 0          | 0      | 0      | 0               |           |
| H-IIA                     | Japon            | 0          | 0      | 0      | 0               |           |
| H-IIB                     | Japon            | 0          | 0      | 0      | 0               |           |
| Hyperbola-1               | Chine            | 0          | 0      | 0      | 0               |           |
| KSLV-2                    | Corée du Sud     | 0          | 0      | 0      | 0               |           |
| LauncherOne               | États-Unis       | 0          | 0      | 0      | 0               |           |
| Longue Marche 2           | Chine            | 0          | 0      | 0      | 0               |           |
| Longue Marche 3           | Chine            | 0          | 0      | 0      | 0               |           |
| Longue Marche 4           | Chine            | 0          | 0      | 0      | 0               |           |
| Longue Marche 5           | Chine            | 0          | 0      | 0      | 0               |           |
| Longue Marche 6           | Chine            | 0          | 0      | 0      | 0               |           |
| Longue Marche 7           | Chine            | 0          | 0      | 0      | 0               |           |
| Longue Marche 11          | Chine            | 0          | 0      | 0      | 0               |           |
| Minotaur I                | États-Unis       | 0          | 0      | 0      | 0               |           |
| Proton                    | Russie           | 0          | 0      | 0      | 0               |           |
| PSLV                      | Inde             | 0          | 0      | 0      | 0               |           |
| Rocket                    | États-Unis       | 0          | 0      | 0      | 0               |           |
| Rokot                     | Russie           | 0          | 0      | 0      | 0               |           |
| Safir                     | Iran             | 0          | 0      | 0      | 0               |           |
| Soyouz                    | Russie           | 0          | 0      | 0      | 0               |           |
| UR-100N (Strela ou Rokot) | Russie           | 0          | 0      | 0      | 0               |           |
| Taurus                    | États-Unis       | 0          | 0      | 0      | 0               |           |
| Unha                      | Corée du Nord    | 0          | 0      | 0      | 0               |           |
| Vega                      | Europe           | 0          | 0      | 0      | 0               |           |
| Zenit                     | Ukraine          | 0          | 0      | 0      | 0               |           |

### Par base de lancement
Nombre de lancements par base de lancement utilisée. Chaque lancement est compté une seule fois quel que soit le nombre de charges utiles emportées. 
| Site          | Pays       | Lancements | Succès | Echecs | Echecs partiels | Remarques |
| ------------- | ---------- | ---------- | ------ | ------ | --------------- | --------- |
| Baïkonour     | Kazakhstan |            |        |        |                 |           |
| Cap Canaveral | États-Unis |            |        |        |                 |           |
| Dombarovski   | Russie     |            |        |        |                 |           |
| Jiuquan       | Chine      |            |        |        |                 |           |
| Kennedy       | États-Unis |            |        |        |                 |           |
| Kourou        | France     |            |        |        |                 |           |
| Plessetsk     | Russie     |            |        |        |                 |           |
| Satish Dhawan | Inde       |            |        |        |                 |           |
| Taiyuan       | Chine      |            |        |        |                 |           |
| Tanegashima   | Japon      |            |        |        |                 |           |
| Vandenberg    | États-Unis |            |        |        |                 |           |
| Vostotchny    | Russie     |            |        |        |                 |           |
| Wenchang      | Chine      |            |        |        |                 |           |
| Xichang       | Chine      |            |        |        |                 |           |

### Par type d'orbite
Ce tableau ne sera mis à jour qu'une fois l'année en cours terminée.
Nombre de lancements par type d'orbite visée. Chaque lancement est compté une seule fois quel que soit le nombre de charges utiles emportées. 
| Orbite                 | Lancements | Succès | Échecs | Atteints par accident |
| ---------------------- | ---------- | ------ | ------ | --------------------- |
| Basse                  |            |        |        |                       |
| Moyenne                |            |        |        |                       |
| Géosynchrone/transfert |            |        |        |                       |
| Héliocentrique         |            |        |        |                       |

## Survols et contacts planétaires
| Date (U.T.C.) | Sonde spatiale | Événement | Remarque |
| ------------- | -------------- | --------- | -------- |
|               |                |           |          |